# Cuna del Alma

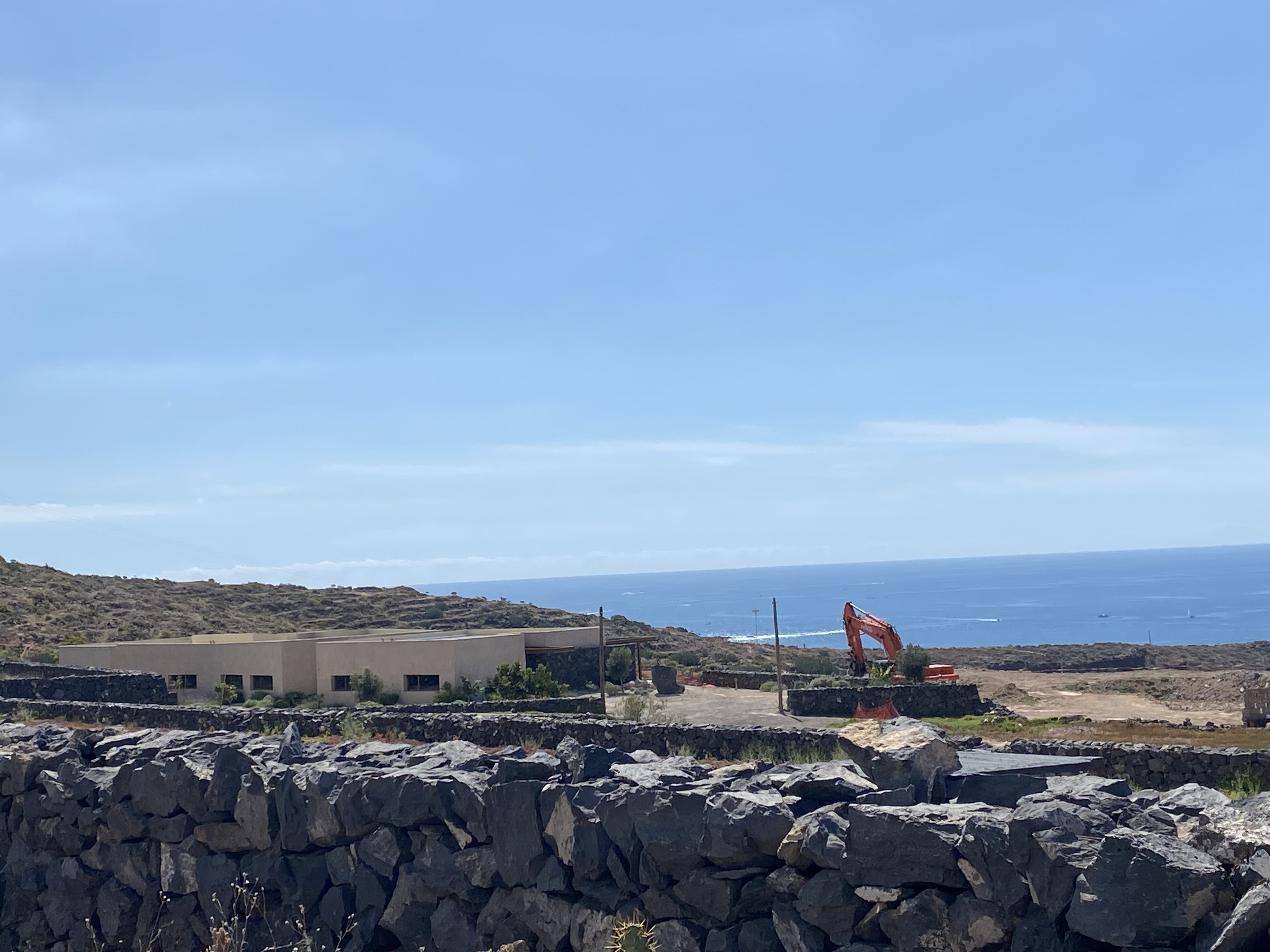
Imagen de las primeras villas que se han construido

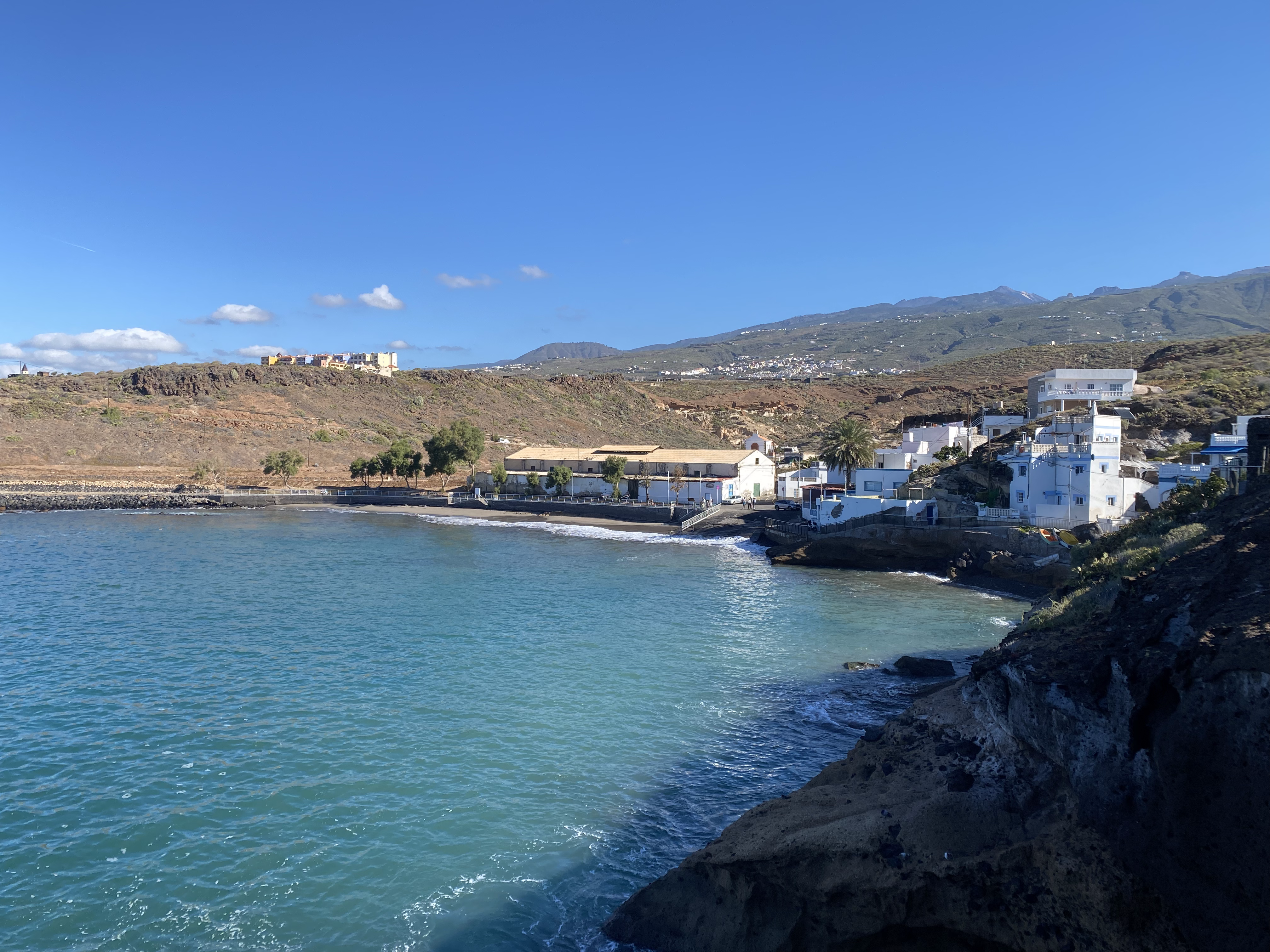
Vista de El Puertito

Cuna del Alma es un macroproyecto que se está realizando en El Puertito de Adeje (Tenerife, Canarias). Esta iniciativa está encabezada por dos familias inversoras de origen belga, Vandermarliere y van Biervliet, el área que utilizaría este proyecto sería de 400.000 m2.
El proyecto lo anunció el alcalde de Adeje, José Miguel Rodríguez Fraga, en septiembre de 2014 cuando presentó a la Comisión de Ordenación del Territorio y Medio Ambiente de Canarias (COTMAC) un proyecto para urbanizar una parcela de 442.750 metros cuadrados. El 5 de mayo de 2022 se colocó la primera piedra, en un acto simbólico que marcó el inicio de las obras, al acto acudió el alcalde de Adeje, la vicepresidenta del Cabildo de Tenerife, Berta Pérez, los inversores, Sofie Vandermarliere y David Van Biervliet, el promotor inmobiliario Co-CEO Filip Hoste, el director técnico Co-CEO Andrés Muñoz de Dios, y Remo Masala, director creativo.

## Proyecto
Para este proyecto se prevé una inversión de 350 millones de euros para la construcción de 420 viviendas de lujo, a las que acompañarán una granja de 20.000 m², restaurantes, spa y un club infantil.
Según la página web de Cuna del Alma se van a construir 4 tipos de casas: Grand Villas, Valley Villas, Beach Apartments, Casa Casitas.
También se menciona que se va a crear un programa de artistas.

## Controversia

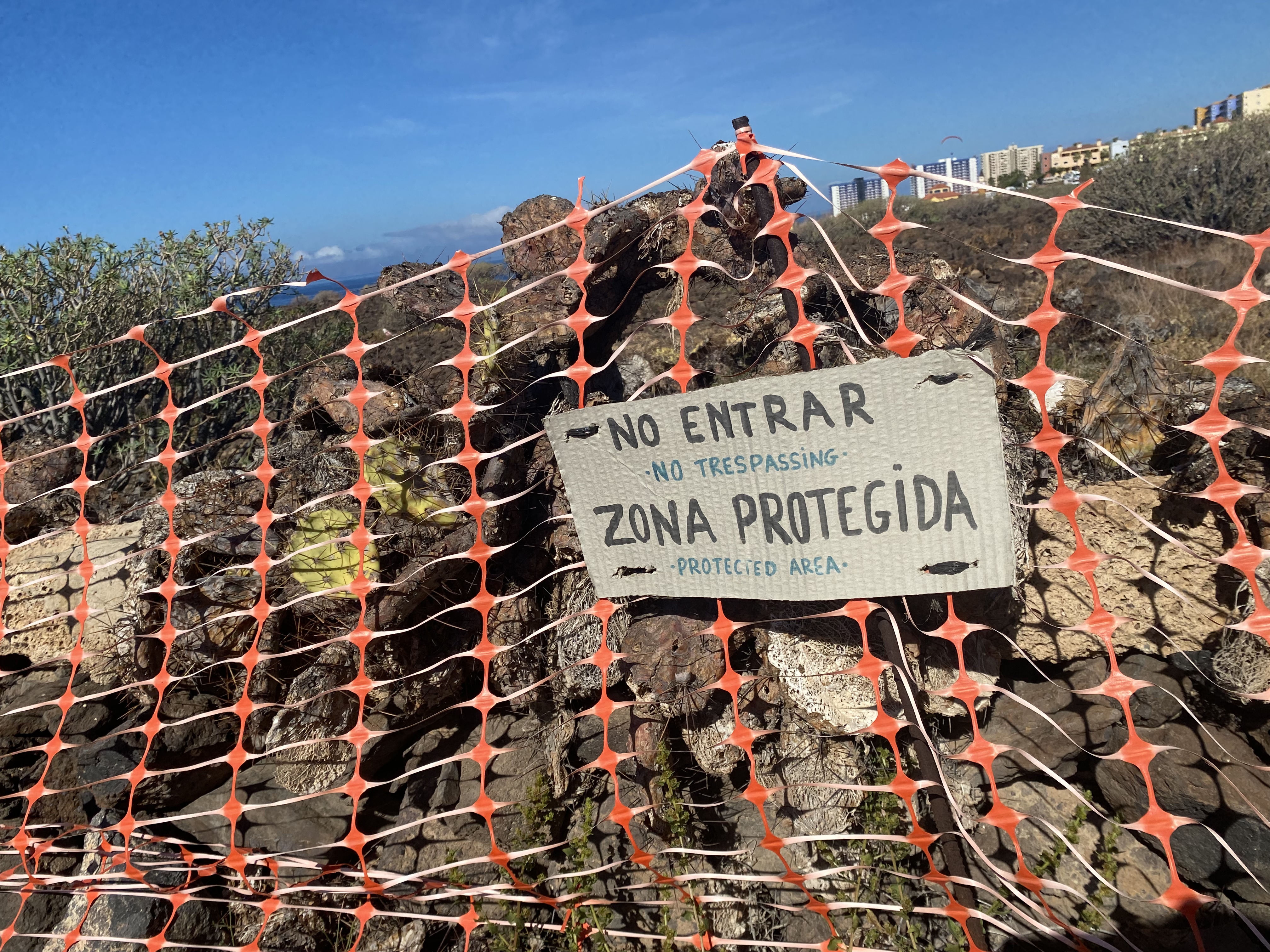
Señal puesta por manifestantes en una red en Cuna del Alma

Es controvertido y se ha llegado a paralizar por tres principales motivos, primero, por hallarse restos arqueológicos de yacimientos aborígenes de la cultura guanche, segundo, por confirmarse la presencia en la zona de la viborina triste, una especie vegetal incluida en el Catálogo Canario de Especies Protegidas, categorizada de Protección Especial, una nomenclatura reservada a aquellas especies silvestres de obligada preservación en Canarias por su valor científico, ecológico, cultural o por su singularidad y tercero, porque la construcción no contó con un informe de impacto ambiental, por esto se pudo haber impuesto una sanción 110.000 euros, pero el Gobierno de Canarias la archivó.

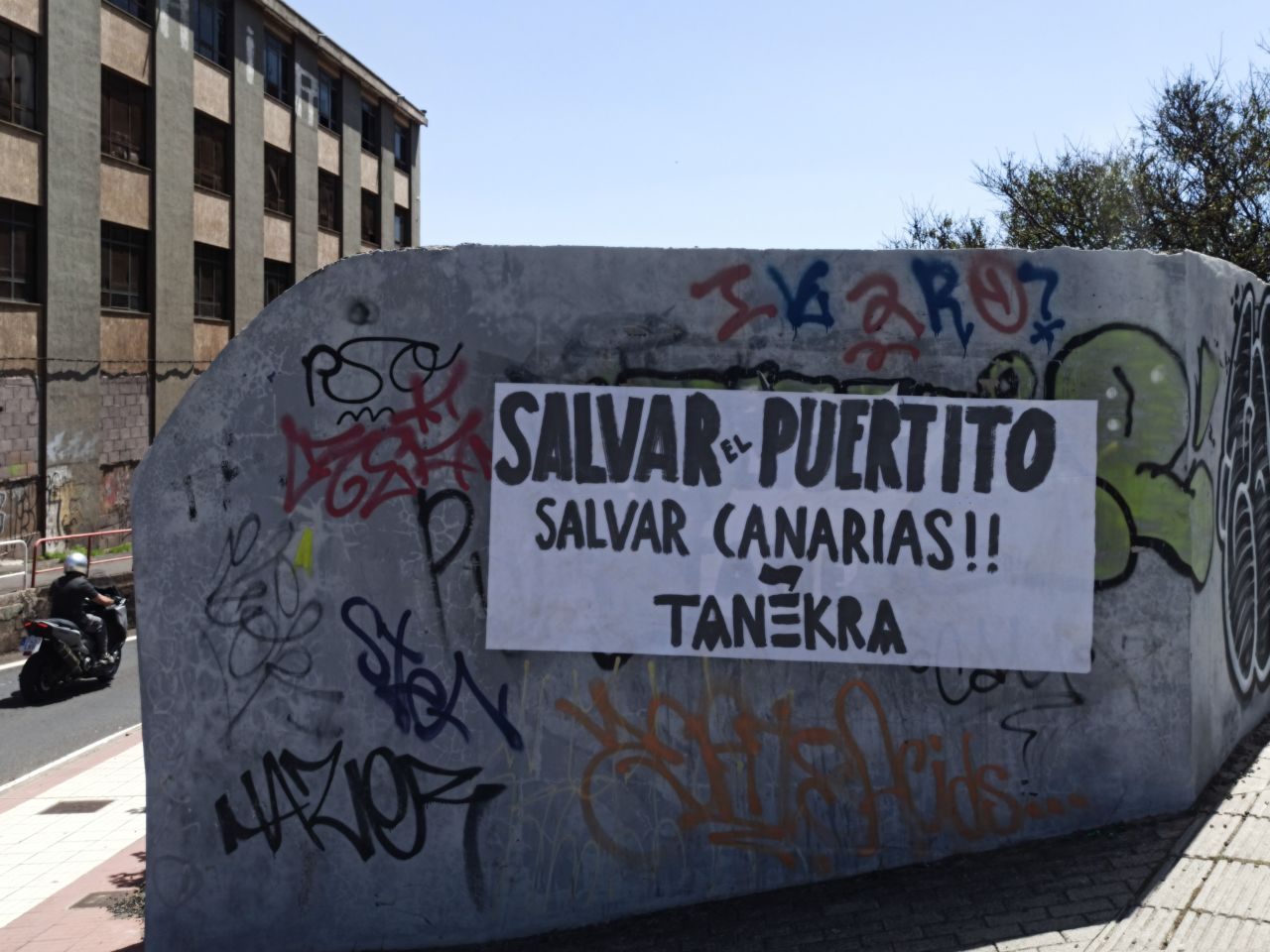
Pancarta sobre ``Salvar el Puertito´´ puesta por Tanekra.

La zona escogida para la construcción de Cuna del Alma se encuentra dentro de la Zona Especial de Conservación Franja marina de Teno-Rasca (ZEC). Esta ZEC está reconocida por la UE en la Red Natura 2000, cuya finalidad es asegurar la supervivencia a largo plazo de las especies y los hábitats naturales más amenazados de Europa. Además, colinda con el Sitio de Interés Científico La Caleta, en el que anidan más de 30 especies de aves y se puede distinguir una flora compuesta por halófilas costeras, tabaiba dulce y amarga, cardonales y comunidades de balos, pastizales de gramíneas y vegetación ruderal y matorral nitrófilo.

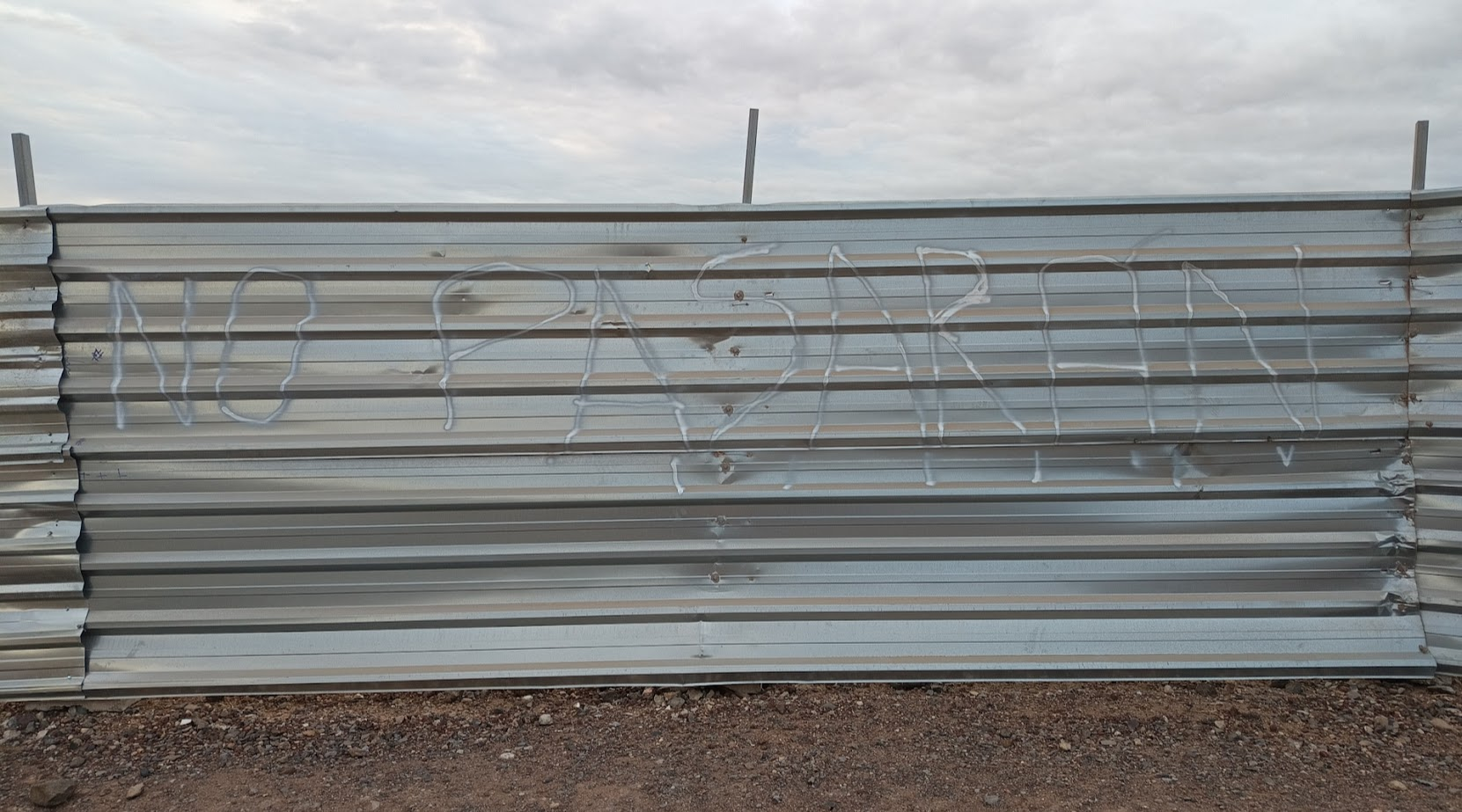
Pintada en la que pone ``No Pasarán´´ en las vallas de Cuna del Alma

La obra se ha tenido que enfrentar a un muchos obstáculos y polémicas desde sus inicios, representadas, por la oposición de los residentes de la isla, agrupados en las plataformas como Salvar el Puertito, y muchos otros grupos defensores del medioambiente como Salvar la Tejita, Ben Magec-Ecologistas en Acción y Asociación Tinerfeña de Amigos de la Naturaleza, Tanekra, etc.